# Regione ecclesiastica Toscana
La Regione ecclesiastica Toscana è un ente ecclesiastico dotato di personalità giuridica eretto dalla Santa Sede ed è una delle sedici regioni ecclesiastiche in cui è suddiviso il territorio della Chiesa cattolica in Italia.
Il suo territorio corrisponde all'incirca a quello della regione amministrativa della Toscana.

## La regione ecclesiastica oggi

### Statistiche
Dati statistici secondo l'Annuario pontificio 2024:
- Superficie in km²: 22.488
- Abitanti: 3.764.062
- Parrocchie: 2.423
- Numero dei sacerdoti secolari: 1.647
- Numero dei sacerdoti regolari: 637
- Numero dei diaconi permanenti: 288

### Suddivisione
- Arcidiocesi di Firenze
  - Diocesi di Arezzo-Cortona-Sansepolcro
  - Diocesi di Fiesole
  - Diocesi di Pistoia
  - Diocesi di Prato
  - Diocesi di San Miniato
- Arcidiocesi di Pisa
  - Diocesi di Livorno
  - Diocesi di Massa Carrara-Pontremoli
  - Diocesi di Pescia
  - Diocesi di Volterra
- Arcidiocesi di Siena-Colle di Val d'Elsa-Montalcino
  - Diocesi di Grosseto
  - Diocesi di Massa Marittima-Piombino
  - Diocesi di Montepulciano-Chiusi-Pienza
  - Diocesi di Pitigliano-Sovana-Orbetello
- Sedi immediatamente soggette alla Santa Sede:
  - Arcidiocesi di Lucca
  - Abbazia territoriale di Monte Oliveto Maggiore

## Conferenza episcopale toscana
- Presidente: cardinale Augusto Paolo Lojudice, arcivescovo metropolita di Siena-Colle di Val d'Elsa-Montalcino e vescovo di Montepulciano-Chiusi-Pienza
- Vicepresidente: vacante
- Segretario: Stefano Manetti, vescovo di Fiesole

### Vescovi delegati
La regione ecclesiastica ha preposto a tutti i seguenti ambiti di vita pastorale uno dei vescovi della regione stessa, in modo che la divisione delle competenze si trasformi in una maggiore cura e attenzione pastorale:
- Vescovo delegato regionale per la pastorale universitaria: Giovanni Paolo Benotto (arcivescovo emerito di Pisa)
- Vescovo delegato regionale per la tutela dei minori: Carlo Ciattini (vescovo di Massa Marittima-Piombino)
- Vescovo delegato regionale per l'ecumenismo e il dialogo interreligioso: Roberto Filippini (vescovo emerito di Pescia)
- Vescovo delegato regionale per la carità: Roberto Filippini (vescovo emerito di Pescia)
- Vescovo delegato regionale per la famiglia e la vita: Paolo Giulietti (arcivescovo di Lucca)
- Vescovo delegato regionale per la pastorale giovanile: Paolo Giulietti (arcivescovo di Lucca)
- Vescovo delegato regionale per la Dottrina della fede e la catechesi: Simone Giusti (vescovo di Livorno)
- Vescovo delegato regionale per il Sovvenire (sostegno economico alla Chiesa): Simone Giusti (vescovo di Livorno)
- Vescovo delegato regionale per le migrazioni: cardinale Augusto Paolo Lojudice (arcivescovo metropolita di Siena-Colle di Val d'Elsa-Montalcino e vescovo di Montepulciano-Chiusi-Pienza)
- Vescovo delegato regionale per l'evangelizzazione dei popoli e la cooperazione missionaria tra le Chiese: cardinale Augusto Paolo Lojudice (arcivescovo metropolita di Siena-Colle di Val d'Elsa-Montalcino e vescovo di Montepulciano-Chiusi-Pienza)
- Vescovo delegato regionale per il clero, i seminari e le vocazioni: Stefano Manetti (vescovo di Fiesole)
- Vescovo delegato regionale per il tempo libero, il turismo e lo sport: Andrea Migliavacca (vescovo di Arezzo-Cortona-Sansepolcro)
- Vescovo delegato regionale per la pastorale della salute: Andrea Migliavacca (vescovo di Arezzo-Cortona-Sansepolcro)
- Vescovo delegato regionale per i problemi sociali ed il lavoro: Giovanni Nerbini (vescovo di Prato)
- Vescovo delegato regionale per le comunicazioni sociali: Giovanni Paccosi (vescovo di San Miniato)
- Vescovo delegato regionale per la vita consacrata: Giovanni Roncari (vescovo emerito di Pitigliano-Sovana-Orbetello e Grosseto)
- Vescovo delegato regionale per la liturgia: Diego Maria Rosa (abate di Monte Oliveto Maggiore)
- Vescovo delegato regionale per l'educazione cattolica e la scuola: Alberto Silvani (vescovo emerito di Volterra)
- Vescovo delegato regionale per il laicato: Fausto Tardelli (vescovo di Pistoia e Pescia)
- Vescovo delegato regionale per i problemi giuridici: Fausto Tardelli (vescovo di Pistoia e Pescia)
- Vescovo delegato regionale per i beni culturali e l'edilizia di culto: Fausto Tardelli (vescovo di Pistoia e Pescia)

## Diocesi toscane soppresse
- Diocesi di Populonia (sede trasferita a Massa Marittima)
- Diocesi di Roselle (sede trasferita a Grosseto)